# 光遠路
光遠路（Guangyuan Rd.）為高雄市鳳山區的主要道路，起端銜接自由路、中山西路，末端為鳳林路，共分為二段，中山東路為分段點。其中中山西路至維新路路段為台1戊線、維新路至中山東路路段則為台25線。

## 行經行政區域
- 鳳山區

## 分段
光遠路共分為兩個部份：
- 光遠路：西接自由路、中山西路，東於中山東路口接光遠東路。
- 光遠東路：東於中山東路口接光遠路，西止於鳳林路口。

## 沿線設施
（由西至東）
- 光遠路：
  - 捷運鳳山站
  - 星巴克鳳山光遠門市[1]
  - 高雄市政府警察局刑事警察大隊
  - 永豐銀行鳳山分行
  - 新高鳳醫院
  - 捷運大東站
  - 鳳山轉運站
  - 大東文化藝術中心
  - 大東濕地公園
  - 鳳山溪大東橋
  - 全國電子鳳山黃埔門市
- 光遠東路：
  - 黃埔公園

## 公共自行車
- 高雄市公共自行車租賃系統：
  - 捷運鳳山站（1號出口）：捷運鳳山站1號出口東側
  - 捷運大東站（2號出口）：大東一路/光遠路口南側
  - 捷運大東站（1號出口）：捷運大東站1號出口西側廣場
  - 黃埔公園：光遠東路/中山東路口東南側

## 相關連結
- 高雄市主要道路列表